# Colchicum figlalii
Colchicum figlalii là một loài thực vật có hoa trong họ Colchicaceae. Loài này được (Varol) Parolly & Eren mô tả khoa học đầu tiên năm 2007.